# Pfarrhaus (Illereichen)

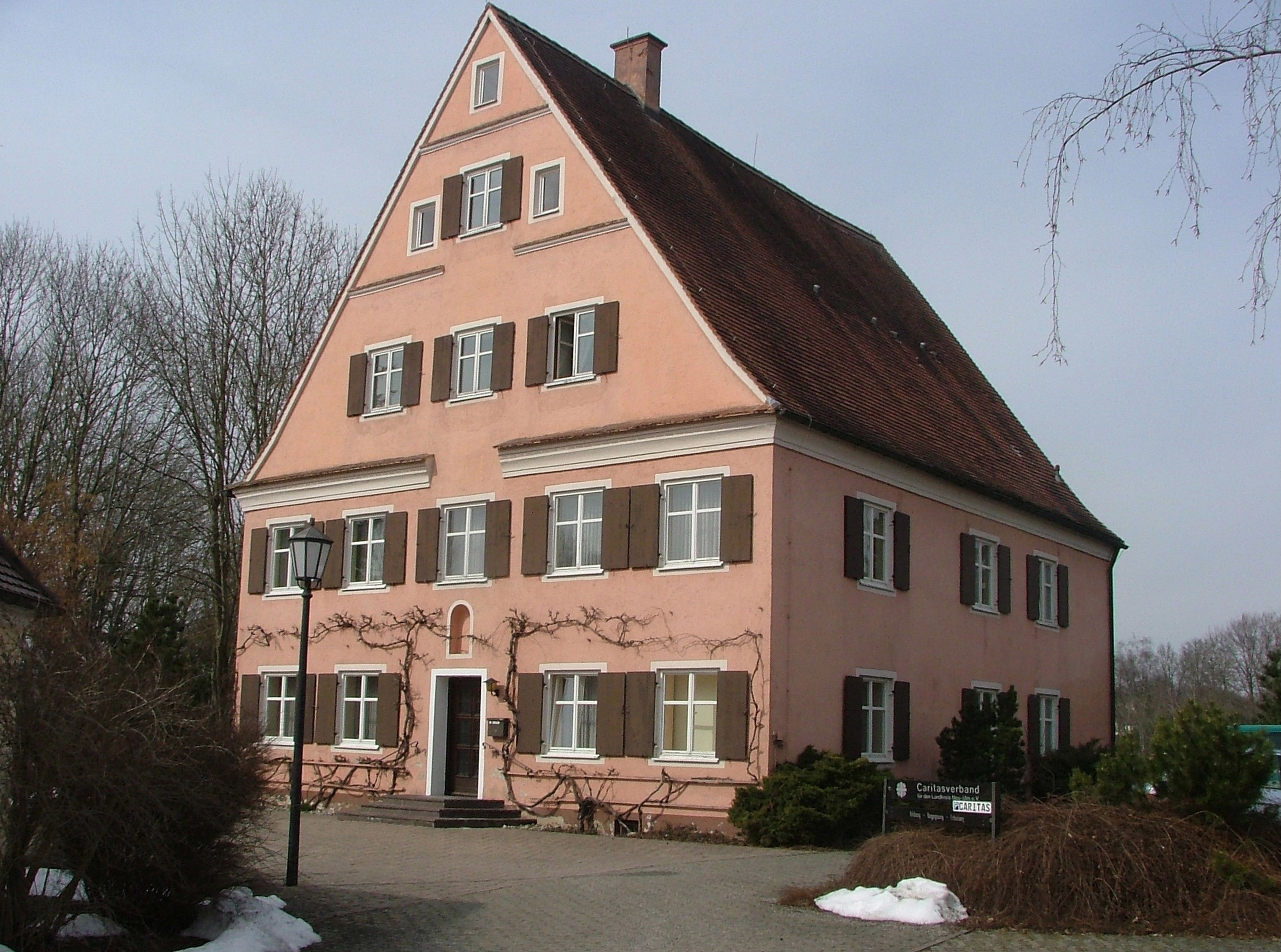
Pfarrhaus in Illereichen

Das Pfarrhaus in Illereichen, einem Gemeindeteil von Altenstadt im Landkreis Neu-Ulm im bayerischen Regierungsbezirk Schwaben, wurde im Kern 1719 errichtet. Das Pfarrhaus am Pfarrhofplatz 1 ist ein geschütztes Baudenkmal.
Der zweigeschossige Satteldachbau mit kräftiger Gesimsgliederung und Figurennische über dem Eingang wurde 1785/87 durch Adrian Maisch erneuert.